# Burmannia nepalensis
Burmannia nepalensis là một loài thực vật có hoa trong họ Burmanniaceae. Loài này được (Miers) Hook.f. mô tả khoa học đầu tiên năm 1888.